# Kirsten Barnes
Jennifer Kirsten Barnes (Londres, 26 de marzo de 1968) es una deportista canadiense que compitió en remo.
Participó en dos Juegos Olímpicos de Verano, obteniendo dos medallas de oro en Barcelona 1992, en las pruebas de cuatro sin timonel y ocho con timonel, y el séptimo lugar en Seúl 1988 (dos sin timonel). Ganó dos medallas de oro en el Campeonato Mundial de Remo de 1991.

## Palmarés internacional
| Juegos Olímpicos   | Juegos Olímpicos   | Juegos Olímpicos | Juegos Olímpicos   |
| Año                | Lugar              | Medalla          | Prueba             |
| ------------------ | ------------------ | ---------------- | ------------------ |
| 1992               | Barcelona (España) | Medalla de oro   | Cuatro sin timonel |
| 1992               | Barcelona (España) | Medalla de oro   | Ocho con timonel   |
| Campeonato Mundial |                    |                  |                    |
| Año                | Lugar              | Medalla          | Prueba             |
| 1991               | Viena (Austria)    | Medalla de oro   | Cuatro sin timonel |
| 1991               | Viena (Austria)    | Medalla de oro   | Ocho con timonel   |